# Saltugilia
Saltugilia é um género botânico pertencente à família Polemoniaceae. Eles são conhecidos como gilias florestais. Existem quatro espécies. Duas são endémicas na Califórnia, nos Estados Unidos, e as distribuições das outras duas se estendem à Baixa Califórnia, no México.
Este género foi erguido no ano 2000 para segregar três espécies do género Gilia com base em evidências filogenéticas. A análise do ADN foi utilizada na formação do novo táxon e foram considerados estudos de outras características das plantas, como características morfológicas, palinológicas e ecológicas. Saltugilia era uma secção do género Gilia. Essas três espécies foram classificadas no novo género Saltugilia, e a quarta foi recentemente descrita para a ciência em 2001.